# كيم وارويك
كيم وارويك (بالإنجليزية: Kim Warwick)‏ مواليد 8 أبريل 1952 في سيدني، هو لاعب كرة مضرب أسترالي سابق بدأ مسيرته كمحترف سنة 1970 وكان يلعب باليد اليمنى، اعتزل اللعب في 1987. كما أنه أحد أبطال الجراند سلام. أعلى تصنيف له في الفردي كان المركز الـ 15 في سنة 1981.

## بطولات حققها
- دورة رولان غاروس الدولية
- بطولة أستراليا المفتوحة للتنس

## نهائيات البطولات الكبرى

### الوصافة (1)
| السنة | البطولة                       | المنافس في النهائي | النتيجة في النهائي |
| 1980  | بطولة أستراليا المفتوحة للتنس | بريان تيتشر        | 5–7, 6–7(4–7), 2–6 |

## روابط خارجية
- كيم وارويك على موقع رابطة محترفي التنس (الإنجليزية)
- كيم وارويك على موقع الاتحاد الدولي لكرة المضرب (الإنجليزية)
- كيم وارويك على موقع كأس ديفيز (الإنجليزية)
- كيم وارويك على موقع اتحاد التنس الأسترالي (الإنجليزية)
- كيم وارويك على موقع خلاصة التنس.كوم (الإنجليزية)